# قائمة الحروب البيزنطية
هذه قائمة بالحروب والصراعات الخارجية التي خاضتها الإمبراطورية الرومانية الشرقية أو الإمبراطورية البيزنطية (330-1453).

## القرن 7
- 602 إلى 628 - الحرب الساسانية البيزنطية.
- 626 - حصار الآفار للقسطنطينية.
- 633 إلى 642 - بداية الفتوحات الإسلامية وفتح الشام (634–638) ومصر (639–642).
- 645 إلى 656 - تجدد الحرب مع الخلافة، وفقدان قبرص ومعظم أرمينيا. ثم توقف الغزوات الإسلامية تجاه القسطنطينية بعد اندلاع الفتنة الأولى.
- 647 إلى 709 - الفتح الإسلامي للمغرب.
- 668 إلى 678 - تجدد الهجمات على الإمبراطورية البيزنطية من قبل معاوية، الذي أدى إلى حصار القسطنطينية الأول ومن ثم فشله.
- 680 و681 - نهاية حملة قسطنطين الرابع ضد خان أسباروخ البلغار بهزيمة والذي قاد الإمبراطورية للاعتراف بإنشاء بلغاريا في مويسيا.
- 686 إلى 688 - هجوم بيزنطي ناجح سيطروا فيه على أرمينيا والقوقاز الإيبيرية عقب ذلك اتفاق سلام مع الخلافة الأموية، مقابل انسحاب الجراجمة إلى الإمبراطورية.
- 688 و689 - هجوم بيزنطي جديد على سوريا ولبنان يؤدي إلى هدنة جديدة، وانسحاب المزيد من الجراجمة.
- 692 إلى 718 - استمرت الحروب مع المسلمين في جبهات مختلفة. أدت الهزيمة في معركة سبياستوبولس وعدم الاستقرار الداخلي إلى الخسارة التدريجية لأرمينيا وكيليكيا وعلى الرغم من بعض النجاحات التي حققها هيراكليوس، فإن البيزنطيين حافظوا عمومًا على موقف دفاعي ضد الغارات الإسلامية المتكررة في الأناضول. سقطت قرطاج في عام 697 ثم استعيدت في فترة وجيزة ثم سقطت من جديد في 698 حيث شكل ذلك نهاية التواجد البيزنطي في شمال إفريقيا. ومنذ العام 712 توغلت الغارات الإسلامية في الأناضول ومع هدفٍ نهائي وهو شن هجوم على القسطنطينية.
- 717 و718 - حصار القسطنطينية الثاني الذي فشل وشكل وأوقف الغزوات الإسلامية تجاه القسطنطينية بضع سنوات.